# Gert Elsässer
Gert Elsässer (ur. w 1949 roku) – austriacki skeletonista, złoty medalista mistrzostw świata.

## Kariera
Największy sukces w karierze osiągnął w 1982 roku, kiedy zdobył złoty medal na mistrzostwach świata w Sankt Moritz. Były to pierwsze oficjalne mistrzostwa świata w tej konkurencji, wobec czego Austriak został pierwszym w historii mistrzem świata w skeletonie. W zawodach tych wyprzedził bezpośrednio dwóch reprezentantów Szwajcarii: Nico Baracchiego i Alaina Wickiego. Zdobył również trzy medale mistrzostw Europy: złote w latach 1981-1982 oraz srebrny w 1983 roku. Nigdy nie wystąpił na igrzyskach olimpijskich.